# Sisești (Mehedinți)
Pour les articles homonymes, voir Șișești.
Șișești est une commune roumaine du județ de Mehedinți, dans la région historique de l'Olténie et dans la région de développement du Sud-Ouest.

## Géographie
La commune de Șișești est située dans le nord du județ, dans les collines de Motru, à 27 km au nord-est de Drobeta Turnu-Severin, la préfecture du județ. La commune est à quelques kilomètres de la route nationale DN67 Drobeta Turnu-Severin-Motru-Târgu Jiu.
Elle est composée des six villages suivants (population en 2002) :
- Cărămidaru (113) ;
- Ciovârnășani (499) ;
- Cocorova (386) ;
- Crăguești (473) ;
- Noapteșa (801) ;
- Șișești (938), siège de la municipalité.

## Histoire
La commune a fait partie du royaume de Roumanie dès sa création en 1878.

## Religions
En 2002, 99,37 % de la population étaient de religion orthodoxe.

## Démographie
En 2002, les Roumains représentaient 99,28 % de la population totale. La commune comptait alors 1 681 ménages et 1 679 logements.
| 2002  | 2007  |
| ----- | ----- |
| 3 210 | 3 016 |

## Économie
L'économie de la commune repose sur l'agriculture (blé, maïs, vergers), l'élevage et la céramique.

## Lieux et monuments
- Ciovârnășani, église de l'Ascension et de l'Assomption de la Vierge (Înălțarea Domnului și Intrarea in Biserica a Maicii Domnului) de 1837.
- Ciovârnășani, maison Maria Tiu.
- Șișești, église St Grégoire (Sf. Grigorie Decapolitul) de 1835.